# Bayerische Landgans
| Bayerische Landgans       | Bayerische Landgans                                      |
| Ganter auf dem Krapfengut | Ganter auf dem Krapfengut                                |
| ------------------------- | -------------------------------------------------------- |
| Herkunft                  | Deutschland (Süddeutschland)                             |
| Standard                  | ohne                                                     |
| Gewicht                   | - Ganter: bis 7,5 kg - Gans: bis 5 kg                    |
| Farbenschläge             | o. A.                                                    |
| Ringgröße                 | o. A.                                                    |
| Bruttrieb                 | vorhanden (Selbstbrüter)                                 |
| Legezeit                  | o. A.                                                    |
| Legeleistung              | - 30 Stück - Eigewicht: > 120 g - Eierschalenfarbe: Weiß |
| Liste von Gänserassen     |                                                          |

Bayerische Landgänse sind Hausgänse, die in Franken, der Oberpfalz, Niederbayern und Schwaben gezüchtet wurden. „Bayerische Landgans“ ist ein Oberbegriff für die in diesen Regionen beheimateten Landschläge.
Der blaue Farbenschlag der Frankengans wurde für Schauzwecke als Fränkische Landgans vom Bund Deutscher Rassegeflügelzüchter anerkannt.

## Bestand und Gefährdung
Die Gesellschaft zur Erhaltung alter und gefährdeter Haustierrassen (GEH) ernannte die Bayerischen Landgänse gemeinsam mit den Bergischen Landhühnern Bergischer Kräher, Bergischer Schlotterkamm und Krüper zur „Gefährdeten Nutztierrasse des Jahres 2001“. Sie hat die Bayerische Landgans in der Roten Liste gefährdeter Nutztierrassen in die Kategorie II (stark gefährdet) eingestuft. Die GEH berichtet, 2016 – dem letzten aufgeführten Jahr – seien 172 Ganter und 266 Gänse registriert gewesen. Sie hat eine Rassebetreuerin berufen.
Die Bundesanstalt für Landwirtschaft und Ernährung führte die Bayerischen Landgänse in der Roten Liste der gefährdeten Nutztierrassen 2013 in der Gefährdungsklasse I (extrem gefährdet). Danach gab es 2013 in Deutschland 36 Ganter und 45 Gänse.

## Nachweise
1. ↑  Rassebeschreibung Gans: Bayerische Landgans. In: tgrdeu.genres.de (Zentrale Dokumentation Tiergenetischer Ressourcen). Bundesanstalt für Landwirtschaft und Ernährung, abgerufen am 30. Mai 2023.
2. 1 2  Bayerische Landgänse. In: g-e-h.de. Gesellschaft zur Erhaltung alter und gefährdeter Haustierrassen, abgerufen am 30. Mai 2023.
3. ↑  Fränkische Landgans. Eintrag im Geflügel-Lexikon der Geflügelzeitung. Hobby- und Kleintierzüchter Verlagsgesellschaft mbH & Co. KG, Berlin
4. ↑  Die gefährdete Nutztierrasse des Jahres 2001. Bergische Landhuhnrassen (Krüper, Bergische Kräher, Bergische Schlotterkämme) und die Bayerische Landgans. In: g-e-h.de. Gesellschaft zur Erhaltung alter und gefährdeter Haustierrassen, abgerufen am 30. Mai 2023.
5. ↑  Rote Liste der gefährdeten Geflügelrassen, Abruf am 30. Mai 2023
6. ↑  Übersicht der Rassebetreuer für Gänse, Abruf am 30. Mai 2023
7. ↑   Rote Liste der einheimischen Nutztierrassen in Deutschland 2013 (Memento vom 1. Februar 2014 im Internet Archive)